# ローラン・コシールニー
ローラン・コシールニー（Laurent Koscielny, 1985年9月10日 - ）は、フランス・チュール出身の元サッカー選手。元フランス代表。姓はコシェルニ、コシェルニー、コシエルニとも表記される。ポジションはディフェンダー。センターバックを主に務める。

## クラブ経歴
ポーランドにルーツを持つ家庭に生まれたため、ポーランド国籍も有している。EAギャンガンでキャリアをスタートさせた。2007年にトゥールFCに移籍。2008-2009シーズンには34試合に出場し5ゴールをあげ、リーグ・ドゥのベストイレブンに選ばれている。オリヴィエ・ジルーとは当時からチームメイトだった。その活躍からリーグ・アンのクラブに関心を持たれるようになり、2009年6月14日にFCロリアンへ移籍金150万ユーロの4年契約で移籍した。
2010年、プレミアリーグのアーセナルFCへ移籍した。移籍当初は細かいミスが目立って厳しい見方もあり負傷中だったトーマス・フェルメーレンの穴を埋めるには至らなかった。それでも移籍1年目ながらフェルマーレンの負傷もあってなかなか固定されなかったセンターバック陣の中では最多となる30試合に出場。同じく新加入で同胞のセバスティアン・スキラシや生え抜きのヨハン・ジュルーを上回った。
それ以降は徐々にプレーが改善し、2011-12シーズンにはチームのプレイヤー・オブ・ザ・シーズン投票で第4位に入り「チームで最も成長したプレイヤー」と評価された。 2012-13シーズンはミスの多かったフェルメーレンに変わってペア・メルテザッカーとコンビを組み、17年連続でのチャンピオンズリーグ出場権獲得に貢献した。
2018-19シーズンからそれまで主将を務めていたメルテザッカーの引退によりアーセナルの新主将に任命された。
2019年7月11日、2019-20シーズンのプレシーズンツアーへの帯同を拒否しアーセナルが公式に遺憾の意を示す異例の声明文を出した。2019年8月6日、FCジロンダン・ボルドーに移籍することが発表された。
2022年1月11日、17位と不振に陥ったボルドーは給与削減のためチーム内で最高額の給与を貰っていたコシエルニーを含む複数選手をトップチームから除名し、さらにコシエルニーはキャプテンの地位も剥奪されたと報じられた。
その後もクラブスタッフとしてボルドーに残っていたが、2022年3月26日に現役引退が発表された。

## 代表経歴
ポーランド代表の資格も持っていたが、本人はフランス代表を目指すと表明していた。2011年の2月にフランス代表に初招集され、同年11月のアメリカ戦でデビューを果たした。EURO 2012の代表にも選出され、フィリップ・メクセスが出場停止となった準々決勝のスペイン戦にフル出場した。
2016年6月4日のスコットランドとの親善試合で代表初得点を挙げた。
2018年5月4日、2018 FIFAワールドカップをアキレス腱負傷により欠場することがフランスサッカー連盟から発表された。
2018年10月14日、フランス代表の引退を表明した。その際に、ディディエ・デシャン代表監督と現役代表選手に対して不満の意をあらわにした。コシェルニーは今年5月に行われたEL準決勝セカンドレグのアトレティコ・マドリード戦で負傷。アキレス腱を痛め手術を行い、約6カ月の長期離脱と診断されていた。そのため、今夏のワールドカップロシア大会も欠場。フランス代表の優勝を横目にリハビリに励んでいた。

## 個人成績
| クラブ       | シーズン     | リーグ戦 | リーグ戦 | カップ戦 | カップ戦 | リーグ杯 | リーグ杯 | 欧州カップ戦 | 欧州カップ戦 | 通算 | 通算 |
| クラブ       | シーズン     | 出場     | 得点     | 出場     | 得点     | 出場     | 得点     | 出場         | 得点         | 出場 | 得点 |
| ------------ | ------------ | -------- | -------- | -------- | -------- | -------- | -------- | ------------ | ------------ | ---- | ---- |
| ギャンガン   | 2004–05      | 11       | 0        | 3        | 0        | -        | -        | 0            | 0            | 14   | 0    |
| ギャンガン   | 2005–06      | 9        | 0        | 1        | 0        | -        | -        | 0            | 0            | 10   | 0    |
| ギャンガン   | 2006–07      | 21       | 0        | 2        | 0        | -        | -        | 0            | 0            | 23   | 0    |
| ギャンガン   | 通算         | 41       | 0        | 6        | 0        | -        | -        | 0            | 0            | 47   | 0    |
| トゥール     | 2007–08      | 33       | 1        | 6        | 1        | -        | -        | 0            | 0            | 39   | 2    |
| トゥール     | 2008–09      | 34       | 5        | 5        | 1        | -        | -        | 0            | 0            | 39   | 6    |
| トゥール     | 通算         | 67       | 6        | 11       | 2        | -        | -        | 0            | 0            | 78   | 8    |
| ロリアン     | 2009–10      | 35       | 3        | 5        | 1        | -        | -        | 0            | 0            | 40   | 4    |
| ロリアン     | 通算         | 35       | 3        | 5        | 1        | -        | -        | 0            | 0            | 40   | 4    |
| アーセナル   | 2010–11      | 30       | 2        | 3        | 0        | 6        | 1        | 4            | 0            | 43   | 3    |
| アーセナル   | 2011–12      | 33       | 2        | 2        | 0        | 1        | 0        | 6            | 1            | 42   | 3    |
| アーセナル   | 2012–13      | 25       | 2        | 3        | 0        | 1        | 1        | 5            | 1            | 34   | 4    |
| アーセナル   | 2013–14      | 32       | 2        | 4        | 1        | 1        | 0        | 9            | 0            | 46   | 3    |
| アーセナル   | 2014–15      | 27       | 3        | 5        | 0        | 1        | 0        | 6            | 0            | 38   | 3    |
| アーセナル   | 2015–16      | 33       | 4        | 3        | 0        | 1        | 0        | 7            | 0            | 44   | 4    |
| アーセナル   | 2016–17      | 33       | 2        | 2        | 0        | 0        | 0        | 8            | 0            | 43   | 2    |
| アーセナル   | 2017–18      | 25       | 2        | 0        | 0        | 2        | 0        | 6            | 0            | 33   | 2    |
| アーセナル   | 2018–19      | 17       | 3        | 1        | 0        | 1        | 0        | 10           | 0            | 29   | 3    |
| アーセナル   | 通算         | 255      | 22       | 23       | 1        | 14       | 2        | 61           | 2            | 353  | 27   |
| ボルドー     | 2019–20      | 25       | 0        | 3        | 0        | -        | -        | 0            | 0            | 28   | 0    |
| ボルドー     | 2020–21      | 26       | 0        | 0        | 0        | -        | -        | 0            | 0            | 26   | 0    |
| ボルドー     | 2021–22      | 11       | 0        | 0        | 0        | -        | -        | 0            | 0            | 11   | 0    |
| ボルドー     | 通算         | 62       | 0        | 3        | 0        | -        | -        | 0            | 0            | 65   | 0    |
| キャリア通算 | キャリア通算 | 460      | 31       | 48       | 4        | 14       | 2        | 61           | 2            | 583  | 39   |

## 代表歴

### 出場大会
- フランス代表
  - 2014 FIFAワールドカップ

### 試合数
- 国際Aマッチ 51試合 1得点（2011年-2018年）[9]

| フランス代表 | 国際Aマッチ | 国際Aマッチ |
| 年           | 出場        | 得点        |
| ------------ | ----------- | ----------- |
| 2011         | 1           | 0           |
| 2012         | 6           | 0           |
| 2013         | 8           | 0           |
| 2014         | 6           | 0           |
| 2015         | 5           | 0           |
| 2016         | 16          | 1           |
| 2017         | 8           | 0           |
| 2018         | 1           | 0           |
| 通算         | 51          | 1           |

## タイトル

### クラブ
アーセナルFC
- FAカップ：3回 (2013-14, 2014-15, 2016-17)
- FAコミュニティ・シールド：3回 (2014, 2015, 2017)
- UEFAヨーロッパリーグ優秀選手賞　2018-19